# Мюррей, Миа
Миа Сьюзан Мюррей (англ. Mia Suzanne Murray; в девичестве Ньюли (англ. Newley); родилась 4 августа 1988 года в Бедфорд-Парке, Южная Австралия, Австралия) — австралийская профессиональная баскетболистка, выступавшая в женской национальной баскетбольной лиге. Играла в амплуа атакующего защитника. Трёхкратная чемпионка женской НБЛ (2015, 2016, 2018), а также самый ценный игрок финала женской НБЛ (2015).
В составе национальной сборной Австралии завоевала бронзовые медали летней Универсиады 2009 года в Белграде и летней Универсиады 2011 года в Шэньчжэне, а также принимала участие на чемпионате мира среди девушек до 19 лет 2007 года в Братиславе.

## Ранние годы
Миа Ньюли родилась 4 августа 1988 года в городе Бедфорд-Парк (Южная Австралия), южном пригороде Аделаиды, у неё есть старший брат, Брэд, который выступает в Национальной баскетбольной лиге за команду «Сидней Кингз».